# Galtrup Efterskole
Galtrup Efterskole er en efterskole på Mors med baggrund i det Grundtvig-Koldske menneske-, skole- og livssyn. Skolen er en international skole med både 8. 9. og 10. klasse, og med i alt ca. 130 elever.

## Historie
I 1879 oprettede seminaristen Anders Kr. Povlsen Dal i umiddelbar tilknytning til Galtrup Højskole en skole for drenge i puberteten, der fungerede som friskole i en årrække. Denne ungdomsskole var forløber for Galtrup Efterskole, der blev oprettet i 1947.
Den første højskole blev grundlagt i Ryslinge på Fyn i 1851 af Kresten Kold, der var inspireret af Grundtvig, der senere skulle vise sig at blive en pioner inden for højskole- og friskolebevægelsen. Kold deltog i en kreds af grundtvigske præster der ivrigt diskuterede kirke- og skolespørgsmål, og her havde han mødt Anders Kr. Povlsen Dal, som blev hans elev og medhjælper, da Ryslinge Højskole startede sit virke.
I 1856 havde der på Mors været planer fremme om oprettelse af en såkaldt højere bondeskole, men planerne var strandede. En friskole efter Kolds mønster var begyndt i 1861. Her blev Povlsen Dal kontaktet, og begyndte på den baggrund nu at arbejde på oprettelsen af en folkehøjskole. Med hjælp fra gode venner fik han købt et lille sted. Der var lidt jord til, så der kunne holdes 4 køer. Stuehuset var tarveligt, men der kunne indrettes en skolestue med plads til ca. 10 elever. Gulvet var lerstampet, og når der blev fugtigt, blev det let opblødt. 
Povlsen Dal åbnede sin lille folkehøjskole den 1. november 1864 under navnet Galtrup Højskole, og den fungerede som højskole indtil 1946. I 1947 åbnede Galtrup Efterskole i de samme lokaler som Galtrup Højskole havde anvendt.